# Orthocephalum niasensis
Orthocephalum niasensis är en insektsart som beskrevs av Willemse, C. 1921. Orthocephalum niasensis ingår i släktet Orthocephalum och familjen gräshoppor. Inga underarter finns listade i Catalogue of Life.